# Hermacha sericea
Espèce
Hermacha sericea est une espèce d'araignées mygalomorphes de la famille des Entypesidae.

## Distribution
Cette espèce est endémique d'Afrique du Sud. Elle se rencontre au Cap-Occidental vers Vanrhynsdorp et au Cap-du-Nord vers Calvinia.

## Description
Le mâle holotype mesure 14 mm.
Le mâle décrit par Ríos-Tamayo, Engelbrecht et Goloboff en 2021 mesure 10,93 mm et la femelle 13,42 mm.

## Publication originale
- Purcell, 1902 : « New South African trap-door spiders of the family Ctenizidae in the collection of the South African Museum. » Transactions of the South African Philosophical Society, vol. 11, p. 348-382 (texte intégral).